# Swedish Rhapsody
Swedish Rhapsody (с англ. — «Шведская рапсодия») — польская номерная радиостанция, которой управляло Министерство общественной безопасности. Использовала амплитудную модуляцию для вещания и работала с конца 50-х до 1998 года. Использовалась для отправки закодированных сообщений агентам в Западном блоке.
Шифровки оглашались в эфире на немецком языке голосом, который поначалу принимали за голос маленькой девочки. Позже выяснилось, что на самом деле для оглашения шифровок использовалась специальная машина Sprach-Morse-Generator, которая подвергала синтетической обработке голос взрослой женщины и генерировала цифры в эфире. Машина применялась Службой государственной безопасности Восточной Германии.

## Этимология и формат
Номерная станция получила свое прозвище после того, как слушатели поверили, что в качестве сигнала интервала использовалась «Шведская рапсодия № 1» Хуго Альвена. Документы, впоследствии опубликованные польской разведкой, показали, что сигнал производился музыкальной шкатулкой производства Reuge (настроенной так, чтобы звучать, как фургон с мороженым), играющей эту песню. Однако последние владельцы станции, Агентство внешней разведки, утверждали, что мелодией была «Люксембургская полька» Банни Льюиса. Слушатели радиостанции хорошо знали, что радиостанция следовала жёсткому графику, при этом перерывы и ошибки со стороны операторов были редки.

## История
Хотя станция была неизвестного происхождения во время Холодной войны, рассекреченные документы, опубликованные польским правительством в 2014 году, показали, что станция действительно управлялась правительством Польской Народной Республики и ее тайной полицией, Министерством общественной безопасности (Służba Bezpieczeństwa). «Sprach-Morse-Generator» («Sprach Machine»), который обеспечивал автоматизированный голос, был восточногерманского происхождения и, как известно, использовался в аналогичных закодированных передачах, отправляемых Главным управлением разведки. Хотя восточногерманские передачи похожи, голос, используемый для «Шведской рапсодии», был создан путем настройки аудио на машине Sprach, что сбивало слушателей с толку, заставляя думать, что это голос маленькой девочки. Документы далее показывают, что станция вещала, по крайней мере, с 1970-х годов и передавалась на многочисленных коротковолновых частотах, которые часто менялись в зависимости от времени года. Сообщения отправлялись в виде групп по пять цифр, произносимых на немецком языке, которым предшествовал голос, кричащий «Achtung!» (с нем. — «Внимание!»). Сообщения должны были быть расшифрованы с помощью одноразового блокнота.
После падения коммунизма в Польше и распада Советского Союза в 1991 году первоначальная станция прекратила свою деятельность. Однако в период с 1998 по 2007 год ее вещание все еще можно было услышать, на этот раз на английском языке, вероятно, для агентов НАТО в Восточной Европе.

## Принцип вещания
Для озвучивания команд и цифр на радиостанции использовался цифровой генератор речи Gerät 32620, известный под рабочими названиями Sprach/Morse Machine и Sprach-Morse-Generator, а также прозвищем Stimme («Голос»). Этот генератор наряду с другими традиционно применялся восточногерманской Штази для передачи шифровок своей агентуре во всех странах мира. Высокий женский голос принадлежал жительнице ГДР, чьё имя из соображений конфиденциальности не раскрывалось: она проживала с 1961 года около радиостанции Кессельберг, откуда постоянно велось подобное вещание. В 1963—1964 годах, когда она находилась в декретном отпуске, то записала несколько слов на плёнку (счёт от ноля до девяти, слова «Achtung», «Trennung» и «Ende»), которые затем специально исказили так, чтобы невозможно было опознать говорившего; вся процедура записи прошла в подвале. Все записанные слова поначалу использовались для генератора речи Gerät 32028, известного под прозвищем Schnatterinchen («Резиновая уточка»), а уже потом стали звучать и благодаря другим генераторам — передача всех шифровок осуществлялась благодаря коротковолновым передатчикам. Позже эта же немка записала аналогичные слова на испанском в студии радиовещания ГДР в Берлине. В 2010 году женщина написала письмо, кратко рассказав свою историю участия в записи.
Звучавший в эфире голос был выше на несколько тонов и использовался также на венгерской номерной станции Three Note Oddity, которая в классификации ENIGMA нумеруется как G04, на номерных радиостанциях G08 и M49 (иногда к ним относят и M41) и восточногерманской номерной радиостанции Gong (она же G03).